# Laura Schultze
Laura Schultze (* 7. November 1994 in Bad Segeberg) ist eine deutsche Handballspielerin.

## Karriere
Schultze begann im Jahre 2000 das Handballspielen beim SV Tungendorf. Mit Tungendorf gewann sie in der Saison 2008/09 den schleswig-holsteinischen Landesmeistertitel der C-Jugend und wurde 2011 mit der B-Jugend NOHV-Vizemeister. Zusätzlich sammelte sie mit einem Zweitspielrecht in der Saison 2011/12 beim TSV Travemünde sowie in der Saison 2012/13 beim TSV Nord Harrislee Spielpraxis in der 2. Handball-Bundesliga. Ab dem Sommer 2013 gehörte sie fest zum Kader des TSV Nord Harrislee.
Schultze schloss sich im Sommer 2014 dem Buxtehuder SV an. Hier ging die  Rückraumspielerin in der Saison 2014/15 mit der 2. Mannschaft in der 3. Liga auf Torejagd und wurde sporadisch in der  1. Mannschaft eingesetzt, für die sie in der Bundesliga, im DHB-Pokal sowie im EHF-Pokal auflief. Mit Buxtehude gewann sie 2015 den DHB-Pokal. Weiterhin besaß die Linkshänderin in der Saison 2014/15 ein Zweitspielrecht für die SG Handball Rosengarten, mit der sie die Meisterschaft in der 2. Bundesliga gewann. In der darauffolgenden Spielzeit lief Schultze nur noch für Buxtehude auf. Ab dem Sommer 2016 stand sie bei der SG Handball Rosengarten unter Vertrag, die sich eine Saison später in HL Buchholz 08-Rosengarten umbenannte. In der Saison 2019/20 lief sie für den Drittligisten HSG Jörl-Doppeleiche Viöl auf. Anschließend wechselte sie zum Drittligisten HSG Mönkeberg-Schönkirchen. Nach der Saison 2021/22 legte sie eine Handballpause ein.